# Kamienica przy ulicy Lubicz 34 w Krakowie
Kamienica przy ulicy Lubicz 34, Kamienica Bujwidowska – zabytkowa kamienica, zlokalizowana przy ulicy Lubicz w centrum Wesołej w Krakowie. Wpisana do rejestru zabytków 20 kwietnia 1994 pod numerem A-975.
Trzypiętrowa kamienica została wzniesiona dla Józefa Kuleszy, kamieniarza z Wesołej, a prace budowlane rozpoczęto w 1893 roku. W dokumentacji budowy zachowała się notatka, że właściciel sąsiedniej parceli Ludwik Freege, znany ogrodnik, zastrzega, aby właściciel nie przenosił żadnych śmieci ani ścieków na stronę jego ogrodu. Także w 1893 roku Kulesza zbudował za kamienicą stajnie dla koni. Wkrótce potem sprzedał dom profesorowi Odonowi Bujwidowi. W 1904 roku budynek został przyłączony do dopiero co powstałego wodociągu, bo Bujwidowi, bakteriologowi i higieniście, zależało na dostępie do bieżącej wody. Chciał bowiem w kamienicy nie tylko mieszkać z liczną rodziną, ale także założyć zakłady szczepień pasterowskich i wyrobu surowic, które przeniósł z ul. Strzeleckiej 7. W tym samym roku krakowski architekt Henryk de Laveaux zaprojektował przed budynkiem ogrodzenie mieszczące zieleniec. Na jego cokołach ustawiono wówczas popiersia znanych polskich twórców i patriotów XIX wieku: Jana Matejki, Adama Asnyka, Wincentego Pola, Jacka Malczewskiego, Teofila Lenartowicza i Władysława Syrokomli; pod rzeźbami wyryto fragmenty wierszy (ogrodzenie zostało rozebrane w celu poszerzenia ulicy w latach 60. XX wieku).
Podczas wojny światowej na parterze mieścił się niewielki szpital dla żołnierzy armii austro-węgierskiej, w tym legionistów. Na lata 30. XX wieku przypadł rozwój zakładów prof. Bujwida, którymi od 1932 roku formalnie zarządzała córka Zofia. W 1951 roku zakłady szczepienne zostały przejęte przez państwo. Wyrzucono wówczas z domu wiele pamiątek po rodzinie.  22 kwietnia 1964, staraniem wnuków profesora Bujwida, Jerzego i Czesława Mostowskich, otwarto w kamienicy poświęcone mu muzeum.